# Sent Bonet de Montaurós
Sent Bonet de Montaurós (en francès Saint-Bonnet-de-Montauroux) és un municipi francès situat al departament del Losera i a la regió d'Occitània.